# Keye van der Vuurst de Vries
Keye van der Vuurst de Vries (Rijswijk, 29 december 2001) is een Nederlands basketballer.

## Carrière

### Club
In 2017 sloot van der Vuurst zich aan bij BC Oostende. Tijdens het seizoen 2018/19 maakte hij zijn opwachting in de Belgische competitie. Het seizoen erop kreeg hij een vaste stek in de selectie. In mei 2022 werd Keye uitgeroepen tot MVP van de finale van de Belgische play-offs nadat hij Oostende aan de titel hielp. In 2023 maakte hij de overstap naar de Spaanse promovendus Palencia Baloncesto.
In 2024 maakte hij de overstap naar Joventut Badalona, in december 2024 werd hij uitgeleend aan Força Lleida CE.

### Nationaal team
Op 16 november 2018 werd van der Vuurst voor het eerst opgeroepen voor Nederland. Op 29 november 2018 debuteerde hij op 16-jarige leeftijd tegen Polen, waarmee hij de jongste speler ooit werd in het nationale tam. Hij verbrak het record van Ger Kok uit 1961.

## Palmares
| Competitie                      | Aantal      | Jaren                        |
| BC Oostende                     | BC Oostende | BC Oostende                  |
| ------------------------------- | ----------- | ---------------------------- |
| Belgisch landskampioen          | 5x          | 2019, 2020, 2021, 2022, 2023 |
| Beker van België                | 1×          | 2021                         |
| Supercup van België             | 2×          | 2018, 2021                   |
| BNXT Supercup                   | 1×          | 2021                         |
| Individuele prijzen             |             |                              |
| BNXT League National Finals MVP | 1×          | 2022                         |